# Księstwo Żmudzkie

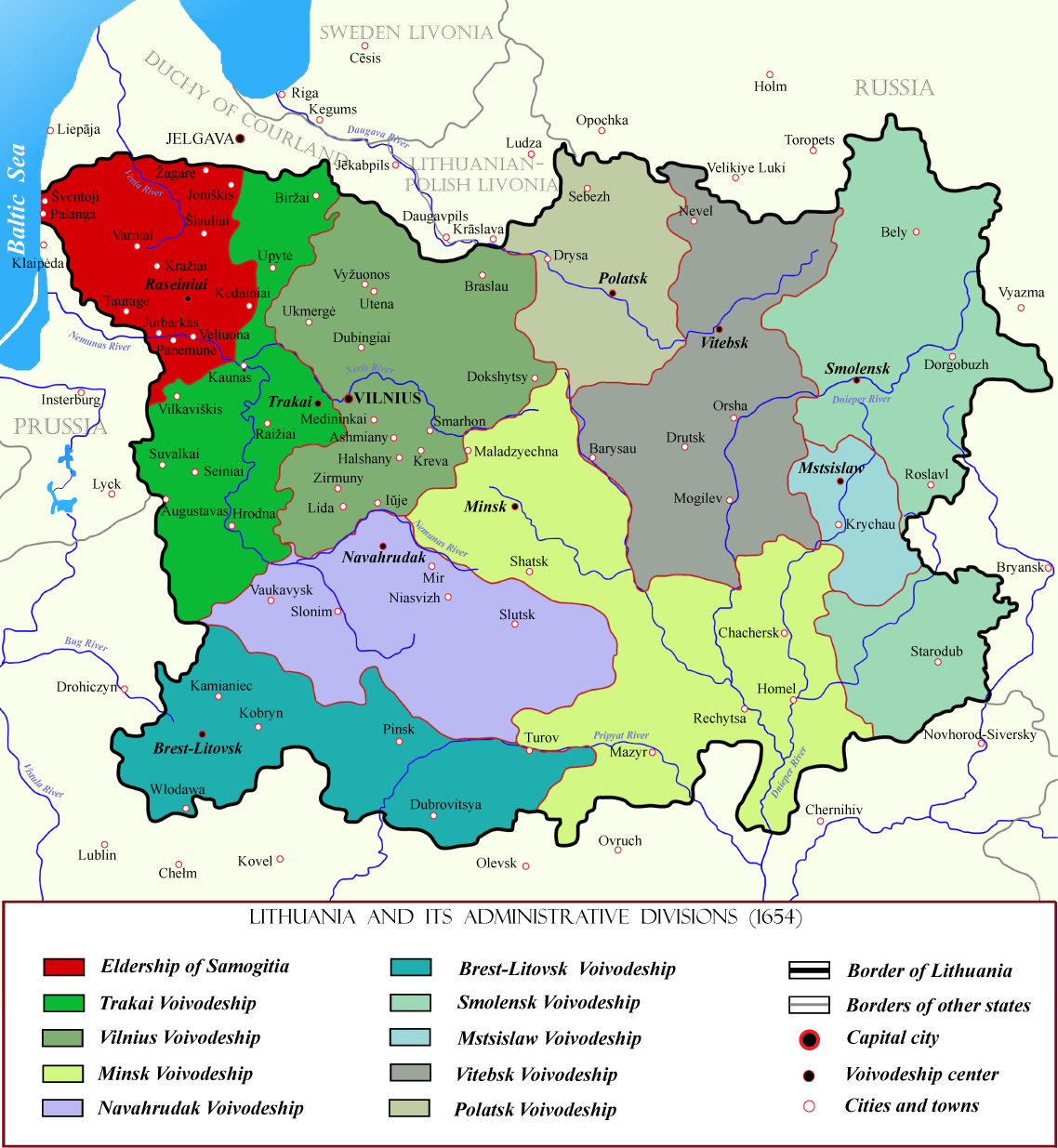
     Położenie na mapie Wielkiego Księstwa Litewskiego
Księstwo Żmudzkie – księstwo podległe władcom Polski i Litwy, jednostka podziału terytorialnego Wielkiego Księstwa Litewskiego od 1219 i I Rzeczypospolitej od 1569.
Do 1413 pozostawało w okresowej zależności od zakonu krzyżackiego. W tym też roku nastąpiła ostateczna chrystianizacja tego księstwa. 
Po pierwszym pokoju toruńskim, w roku 1413, mocą Unii horodelskiej pomiędzy Koroną Polską i Litwą ustanowione zostało Księstwo Żmudzkie.
W 1417 erygowana została diecezja żmudzka ze stolicą w Worniach. Na mocy pokoju mełneńskiego w 1422 Żmudź wcielono definitywnie do Wielkiego Księstwa Litewskiego. Stan ten potwierdził kolejny pokój z inflancką gałęzią zakonu w pokoju w Christmemlu w 1431, gdzie określono ostatecznie granice Żmudzi. W latach 1413–1441 nazywane było starostwem żmudzkim. W 1441 wielki książę litewski Kazimierz IV Jagiellończyk przyjął przywrócony tytuł księcia żmudzkiego.
Jako udzielne księstwo nie posiadało urzędu wojewody, zarządzał nim mianowany przez władców Litwy, spośród wybranych przez szlachtę kandydatów, starosta generalny. Podobny przywilej wybierania kandydata na wojewodę miały w Rzeczypospolitej województwa witebskie i połockie.
Senatorów posiadało 3: biskupa, starostę generalnego i kasztelana żmudzkiego, sejmik odbywał się w Rosieniach, gdzie od reformy w 1764 roku wybierano 3 posłów na Sejm walny i 4 deputatów na Trybunał Litewski (po dwóch na sesję litewską i ruską); wcześniej było 2 posłów i 3 deputatów. W 1776 reprezentację Księstwa powiększono o dalszych 3 posłów (ogółem 6). Od 1764 roku kasztelan żmudzki był sędzią apelacyjnym od wyroków wydawanych przez ciwunów w sporach granicznych.
Mundurem sejmowym był kontusz szkarłatny z niebieskimi wyłogami i żupan biały.
W miejsce powiatów księstwo zachowało pierwotny podział na 28 traktów:
- Ejragoła
- Wilki
- Wielona
- Rosienie
- Widukle
- Kroże
- Tendziagoła
- Jaswony
- Szawle
- Wielkie Dyrwiany
- Małe Dyrwiany
- Berżany
- Użwenty
- Telsze
- Retów
- Pojurze
- Wieszwiany
- Korszew
- Szadów
- Gondinga
- Twery
- Potumsza
- Birżyniany
- Połąga
- Powondeń
- Medyngiany
- Korklany
- Żorany